# Elecciones generales de Zanzíbar de junio de 1961
Las elecciones generales se celebraron en Zanzíbar el 1 de junio de 1961, tras las elecciones de enero de 1961, que terminaron en un parlamento colgado. Se creó otro distrito electoral, Mtambile, en la isla de Pemba, con la esperanza de que esto rompa el estancamiento. El Partido Nacionalista de Zanzíbar (ZNP) y el Partido Afro-Shirazi (PAS) obtuvieron diez escaños, a pesar de que la ASP había ganado un poco más del 50% de los votos y el ZNP solo el 35%. Los otros tres escaños fueron ganados por el Partido Popular de Zanzíbar y Pemba (ZPPP). Después de las elecciones el ZNP y el ZPPP formaron un gobierno de coalición.
De los 93,918 votantes registrados, 90,595 votaron, dando una participación del 96.5%.

## Resultados
| Partido                                    | Votos  | %     | Escaños | +/- |
| ------------------------------------------ | ------ | ----- | ------- | --- |
| Partido Afro-Shirazi (PAS)                 | 45,172 | 50.60 | 10      | 0   |
| Partido Nacionalista de Zanzíbar (ZNP)     | 31,681 | 35.49 | 10      | +1  |
| Partido Popular de Zanzíbar y Pemba (ZPPP) | 12,411 | 13.90 | 3       | 0   |
| Nulos/blancos                              | 1,331  | -     | -       | -   |
| Total                                      | 90,595 | 100   | 23      | +1  |
| Fuente: Nohlen et al.                      |        |       |         |     |